# Sérgio Assad
Sérgio Assad (Mococa, 26 de dezembro 1952) é um arranjador, compositor e violonista clássico brasileiro.

## Biografia
Sua família é de origem libanesa. Segundo Filho do casal Angelina e Jorge Assad. Com Odair, seu irmão mais jovem, deu vida ao Duo Assad, chamado pela crítica de "um dos principais duos de violão clássico do mundo", e tocam peças de Marlos Nobre, e também clássicos como Rameau, Scarlatti, Johann Sebastian Bach, François Couperin entre outros.
De Heitor Villa-Lobos, o Duo Assad, gravou a obra completa para violão.

Compositores como Astor Piazzolla e Radamés Gnattali compuseram peças especialmente para o duo, que também se apresentou acompanhado por orquestras em vários países.
É também irmão da cantora e violonista Badi Assad. E pai da cantora e pianista Clarice Assad.

## Prêmios
- 2010 - Recebeu duas indicações ao Grammy Latino na categoria Composição Clássica Contemporânea, por "Interchange (for guitar quartet and orchestra)" e "Maracaípe".[5]
- 2008 - Uma de suas composições recentes para dois violões,  "Tahhiyya Li Ossoulina", recebeu o  Grammy latino como melhor composição contemporânea.[6]
- 2002 - O álbum "Sérgio e Odair Assad tocam Piazzolla" recebeu o Grammy latino como melhor álbum de tango
- 1979 - Venceram a Tribuna de Jovens Intérpretes da 'International Music Competition of Bratislava' (ex-Checoslováquia)
- 1973 – Venceram a competição para jovens solistas – Orquestra Sinfônica Brasileira.

## Lista de obras
- Uarekena (quatro guitarras)
- Tres Cenas Brasileiras (duas guitarras)
- Suíte Brasileira (duas guitarras)
- Suite "Summer Garden" (duas guitarras)
- Aquarelle (guitarra solo)
- Sonata (guitarra solo)
- Children's Cradle (guitarra solo)
- Fantasia Carioca (dois violões e orquestra de câmara)
- Inverno Impressões (flauta, viola e violão)
- Círculo Mágico (flauta e guitarra)
- Jobiniana # 1 (duas guitarras)
- Jobiniana # 2 (flauta e guitarra)
- Jobiniana # 3 (guitarra solo)
- Jobiniana # 4 (violoncelo e violão)
- Espantalho (Ballet) (orquestra de câmara)
- O Chase (duas guitarras)
- Andalucia (violino e dois violões)
- Fantasia sobre Olhos Negros (violino e dois violões)
- Istambul (violino e dois violões)
- Tatras (violino e dois violões)
- Menino (clarinete e violão)
- Grumari (clarinete e violão)
- Violetas Azuis (clarinete e violão)
- Velho Retrato (clarinete e violão)
- Amarelinha (clarinete e violão)
- Mangabeira (clarinete e violão)
- Angela (clarinete e violão)
- Concerto Fantasia (violão e orquestra corda)
- Campusca (duas guitarras)
- Eterna (duas guitarras)
- Sonata (guitarra solo)
- Menino (violoncelo e duas guitarras)
- Menino (flauta, viola e violão)
- Três letras gregas (guitarra solo)